# كاتسويا ماتسومورا
كاتسويا ماتسومورا (باليابانية: 松村克弥؛ بالكانا: まつむら かつや) هو كاتب سيناريو ومخرج ياباني، ولد في 19 مارس 1963 في طوكيو في اليابان.

## وصلات خارجية
- كاتسويا ماتسومورا على موقع IMDb (الإنجليزية)
- كاتسويا ماتسومورا على موقع أول موفي (الإنجليزية)
- كاتسويا ماتسومورا على موقع قاعدة بيانات الفيلم (الإنجليزية)
- كاتسويا ماتسومورا على موقع كينوبويسك (الروسية)